# الباجي قائد السبسي
الباجي قائد السبسي واسمه الكامل محمد الباجي بن حسونة قائد السبسي (يُلفظ الاسم حسب الدارجة التونسية: الباجي قايد السبسي) (وُلد في 29 نوفمبر 1926 وتوفي في 25 يوليو 2019)،  هو سياسي ومحامي تونسي بارز، وشغل منصب الرئيس الخامس للجمهورية التونسية من 31 ديسمبر 2014 حتى وفاته.  
تولى قائد السبسي رئاسة حزب "نداء تونس" وقاد البلاد خلال مرحلة مفصلية في تاريخها. سبق له أن تقلد عدة مناصب وزارية خلال عهد الحبيب بورقيبة. عاد إلى الساحة السياسية بعد الثورة التونسية عام 2011 وترشح للرئاسة عام 2014، حيث هزم الرئيس المنتهية ولايته المنصف المرزوقي بنسبة 55.68% من الأصوات مقابل 44.32%.  
لعب قائد السبسي دورًا محوريًا في قيادة تونس خلال المرحلة الانتقالية بعد أزمة سياسية عصفت بالبلاد في 2013، حيث تبنى نهج التوافق مع مختلف الأطياف السياسية، بما في ذلك راشد الغنوشي، رئيس حركة النهضة.  
إثارة الجدل لم تكن غائبة عن مسيرته؛ ففي عام 2017، دعم قانونًا للمساواة في الميراث بين الرجل والمرأة، مؤكدًا أن تونس دولة مدنية تستمد مرجعيتها من الدستور وليس الدين. هذا الموقف لاقى معارضة واسعة بدعوى مخالفته للشريعة الإسلامية.  
في يونيو 2019، تعرض قائد السبسي لوعكة صحية نقل على إثرها إلى المستشفى العسكري بالعاصمة. وفي 25 يوليو 2019، أعلنت الرئاسة التونسية وفاته عن عمر يناهز 92 عامًا.

## السيرة الشخصية

### النشأة
ولد محمد الباجي بن حسونة قائد السبسي بمنطقة سيدي بوسعيد في تونس العاصمة في 29 نوفمبر 1926.

### المسيرة الدراسية
تلقى الباجي قائد السبسي دراسته بمعهد الصادقية بتونس العاصمة ثم أكمل الجزء الثاني من الباكالوريا بديجون سنة 1948 وفي 1949 تحول إلى باريس ليواصل الدراسات العليا في الحقوق حيث التقى بالحبيب بورقيبة الابن وتوطدت بينهما علاقة سمحت له بالالتقاء بالحبيب بورقيبة الأب سنة 1950. ثم عاد إلى تونس يوم 15 يوليو 1952 بعد إنهاء دراسته الجامعية.

### الحياة المهنية
بعد عودته إلى تونس انضم إلى مكتب المحامي فتحي زهير في نفس السنة وأدى القسم يوم 3 أكتوبر 1952 وانطلق فورا في الترافع بعد أسابيع قليلة وإثر اغتيال فرحات حشاد يوم 5 ديسمبر. واشتغل لفترة طويلة كمحامٍ لدى الاتحاد العام التونسي للشغل.

### الحياة السياسية
تولى منصب رئيس الوزراء التونسي منذ 27 فبراير 2011 إلى غاية 13 ديسمبر 2011. وتولى عدة مسؤوليات هامة في الدولة التونسية بين 1963 و1991. ودرس في كلية الحقوق في باريس التي تخرج فيها عام 1950 ليمتهن المحاماة ابتداءً من 1952. سياسيا، ناضل الباجي قائد السبسي في الحزب الحر الدستوري الجديد منذ شبابه وبعد الاستقلال عمل كمستشار للزعيم الحبيب بورقيبة ثم كمدير إدارة جهوية في وزارة الداخلية.
وفي 1963 عين على رأس إدارة الأمن الوطني بعد إقالة إدريس قيقة على خلفية المحاولة الانقلابية التي كشف عنها في ديسمبر 1962. عام 1965 عين وزيرا للداخلية بعد وفاة الطيب المهيري، وقد ساند من منصبه التجربة التعاضدية التي قادها الوزير أحمد بن صالح. تولى وزارة الدفاع بعد إقالة هذا الأخير في 7 نوفمبر 1969 وبقي في منصبه لغاية 12 جوان 1970 ليعين سفيرا لدى باريس. جمد نشاطه في الحزب الاشتراكي الدستوري عام 1971 على خلفية تأييده إصلاح النظام السياسي وعام 1974 وقع رفته من الحزب لينضم للمجموعة التي ستشكل عام 1978 حركة الديمقراطيين الاشتراكيين بزعامة أحمد المستيري، وقد تولى في تلك الفترة إدارة مجلة ديمكراسي المعارضة. رجع إلى الحكومة في 3 ديسمبر 1980 كوزير معتمد لدى الوزير الأول محمد مزالي الذي سعى إلى الانفتاح السياسي، وفي 15 أبريل 1981 عين وزيرا للخارجية خلفا لحسان بلخوجة.
لعب دورا هاما أثناء توليه المنصب في قرار إدانة مجلس الأمن للغارة الجوية الإسرائيلية على مقر منظمة التحرير الفلسطينية في حمام الشط. في 15 سبتمبر 1986 عوض بالهادي المبروك على رأس الدبلوماسية التونسية ليعين بعدها سفيرا لدى ألمانيا الغربية. بعد انقلاب 7 نوفمبر 1987، أنتخب في مجلس النواب عام 1989 وتولى رئاسة المجلس بين 1990 و1991. قام بسرد تجربته مع بورقيبة في كتاب «الحبيب بورقيبة، البذرة الصالحة والزؤام» الذي نشر عام 2009.

### بعد الثورة التونسية
في 27 فبراير 2011 عينه الرئيس المؤقت فؤاد المبزع رئيساً للحكومة المؤقتة وذلك بعد استقالة محمد الغنوشي.
واستمر في منصبه حتى 13 ديسمبر 2011 حين قام المنصف المرزوقي رئيس الجمهورية المنتخب في 12 ديسمبر 2011، بتكليف حمادي الجبالي أمين عام حزب حركة النهضة بتشكيل الحكومة الجديدة. ترشح للانتخابات الرئاسية التونسية 2014. عن حزب نداء تونس الذي قام بتأسيسه سنة 2012 وتمكن من الفوز في الانتخابات إثر إعلان الهيئة العليا المستقلة للانتخابات يوم 22 ديسمبر 2014 عن فوزه بشكل أولي قبل الطعون وإعلان النتائج النهائية النتائج الأولية للدور الثاني للرئاسي، بنسبة 55.68 بالمائة من جملة الأصوات مقارنة ب 44.32 لمنافسه منصف المرزوقي. وأصبح الرئيس الخامس للجمهورية التونسية. تولى فيما بعد تكليف الحبيب الصيد بتشكيل الحكومة التونسية الجديدة إثر اختياره من قبل الحزب الأغلبي كمرشح لرئاسة الحكومة من قبل البرلمان التونسي.
وفي يونيو 2019 تعرض لوعكة صحية وتم نقله إلى العناية المركزة بالمستشفى العسكري بالعاصمة التونسية، وفي 25 من يوليو أعلنت الرئاسة التونسية عن وفاته عن عمر يناهز 92 عاماً.

## رئاسة الجمهورية

### السياسة الداخلية
اعتمد قايد السبسي في سياساته العمل على احترام دستور 2014 الذي قلّص صلاحيات رئيس الجمهورية مقارنة بالدساتير التونسية السابقة. وأصبح الرئيس الباجي أول رئيس تونسي منتخب يعمل في ظل نظام شبه رئاسي أو برلماني معدل لا رئاسي لذلك برز دور رئيس الحكومة ودبت العديد من الخلافات بين السبسي والشاهد في ما بعد.

#### مسألة المساواة في الميراث
أثار الرئيس الباجي قايد السبسي جدلا كبيرا بعد دعوته، في خطاب له بمناسبة العيد الوطني للمرأة بتاريخ 13 أغسطس 2017، إلى تكريس المساواة في الميراث بين المرأة والرجل في تونس مؤكدا على أن «مشروعية المساواة ثابتة دينياً ودستورياً» حسب قوله. وبناءا على ذلك أعلن السبسي إحداث لجنة الحريّات الفرديّة والمساواة التابعة لرئاسة الجمهورية لتتولى إعداد تقرير حول الإصلاحات المرتبطة بالحريّات الفردية والمساواة.
تباينت ردود الأفعال بعد دعوة الرئيس قايد السبسي، حيث أعلن عثمان بطيخ مفتي الجمهورية، في بيان صادر عن ديوان الإفتاء في 14 أغسطس 2017، دعمه «اللامشروط» لمقترحات الباجي قايد السبسي بوصفه «أب لكل التونسيين» مؤكدا على أن «المقترحات التي أعلن عنها الرئيس، تدعيم لمكانة المرأة وضمان وتفعيل لمبدأ المساواة بين الرجل والمرأة في الحقوق والواجبات التي نادى بها دين الإسلام الحنيف» وفق ما ذكره البيان.
في حين رد الأزهر على بيان «الإفتاء التونسية» واعتبر أن «دعوات التسوية بين النساء والرجال في الميراث بدعوى إنصاف المرأة هي عين الظلم لها لأن المرأة ليست كما يظن كثير من الناس أنها أقل من الرجال في جميع الأحوال فقد تزيد المرأة على نصيب رجال يشاركونها نفس التركة في بعض الأحوال» كما انتقد عباس شومان وكيل الأزهر دعوة الرئيس التونسي معتبرا أنها «تتصادم مع أحكام الشريعة الإسلامية».
وفي أغسطس 2018، أعلن السبسي عزمه تقديم مشروع قانون أمام البرلمان يقضي بمبدأ المساواة في الإرث بين المرأة والرجل. الأمر الذي تحفظت عليه حركة النهضة، صاحبة أكبر كتلة برلمانية «آنذاك»، وأصرت على تمسكها بما ورد في النص القرآني والسنة وهو ما قد يعرقل الموافقة على القانون في البرلمان.
لكن ولعدة أسباب، ظل ملف المساواة في الميراث مُعلّقاً ولم يُتخذ في حقه أي قرار حتى وفاة الرئيس الباجي قايد السبسي عام 2019. وجاء من بعده الرئيس قيس سعيد الذي أعلن موقفه الرافض للمساواة في الميراث وتمسكه بما ذكر في القرآن الكريم.

#### الخلاف مع يوسف الشاهد وأزمة التعديل الوزاري
بعد إقالة حكومة الحبيب الصيد، صعد وبقوة اسم يوسف الشاهد الذي كلفه الرئيس الباجي قايد السبسي بتشكيل الحكومة في 3 أغسطس 2016 خلفا للصيد. وبعد 23 يوما من تكليفها، نالت الحكومة ثقة مجلس نواب الشعب بتوافق بين حزبي نداء تونس والنهضة المهيمنتان على أغلبية المقاعد بالبرلمان.
برزت الأزمة بين آل السبسي والشاهد للعلن، عام 2018، حين اتهم يوسف الشاهد نجل الرئيس، حافظ قايد السبسي، رئيس المكتب التنفيذي لحزب نداء تونس، بتدمير الحزب وتصدير أزمته إلى مؤسسات الدولة. وكان الحزب منذ تأسيسه وخاصة بعد تولي الباجي قايد السبسي الرئاسة، قد تعرض إلى العديد من الانشقاقات، وآخرها، انقسام الحزب إلى شقين، أحدهما موالي ليوسف الشاهد والآخر موالي لحافظ السبسي.
في يوليو 2018، دعى الرئيس السبسي، رئيس الحكومة يوسف الشاهد للاستقالة من منصبه في حال استمرت الأزمة السياسية والاقتصادية بالبلاد.
في 5 نوفمبر 2018، أجرى يوسف الشاهد تعديلا وزاريا شمل 10 حقائب وزارية، الأمر الذي اعتبره حزب نداء تونس «انقلابا على الدستور والديمقراطية» بينما رحبت حركة النهضة به. كما أعلنت الرئاسة التونسية أن الرئيس الباجي قائد السبسي «غير موافق» على التعديل. وجرى هذا التعديل بعد أيام من تعليق عضوية الشاهد في نداء تونس، الجمعة 14 سبتمبر 2018.
دعى الرئيس السبسي، السبت 6 أبريل 2019، خلال مؤتمر نداء تونس بالمنستير، القيادة السياسية للحزب رفع التجميد عن يوسف الشاهد مؤكدا على أنه «مطلبه الوحيد» وأن في ذلك «خيرا لتونس والنداء» وفق قوله. وكانت قد انتشرت أنباء عن نية الشاهد تأسيس حزب سياسي والذي عرف لاحقا بحزب تحيا تونس.

## التوجه السياسي
يحمل الباجي قائد السبسي توجهات سياسية مختلفة تبرز من خلال تصريحاته ومواقفه وخاصة من خلال مبادئ حركة نداء تونس المنبثقة أساسا من الأفكار التي يؤمن بها باعتباره مؤسسها الأول. عموما الباجي قائد السبسي هو شخصية ليبرالية تؤمن بالعلمانية وبالدولة المدنية، وهو ذو فكر سياسي معتدل قائم على البراغماتية والواقعية السياسية.
السبسي متأثر جدا بالرئيس الأول للجمهورية التونسية الحبيب بورقيبة إلى حد أنه يتبنى أفكاره ومبادئه.
أما على صعيد العلاقات الخارجية. لايزال السبسي يتبنى السياسة الدبلوماسية التقليدية التونسية القائمة على التقرب من المحيط الأوروبي والعالم الغربي، مع تحسين العلاقات مع الدول العربية والإسلامية والمحافظة على علاقات وثيقة مع دول المغرب العربي. وهي نفس السياسة الدبلوماسية التي اتبعتها تونس خاصة في عهد بورقيبة.
أثناء وقبل حملته في الانتخابية الرئاسية. أطلق الباجي قائد السبسي مفهوم هيبة الدولة. وهو مفهوم سياسي يتبناه مفاده ضرورة الدفاع عن أركان دولة القانون والحفاظ على المؤسسات واستمرارية الهياكل.

## انتقادات
وجهت للباجي قائد السبسي انتقادات كثيرة خاصة متعلقة بماضيه السياسي. إذ أن الباجي قد عمل أثناء حكم نظام زين العابدين بن علي، وشغل وزير داخلية أثناء حكم الحبيب بورقيبة. وهي وزارة حساسة ارتبطت بالانتهاكات ضد حقوق الإنسان والتعذيب
كما يوجه البعض نقدا للسبسي باعتباره يوجه خطابات تحتوي على شعارات رنانة لا غير لا تحمل حلولا حقيقية
كما وجهت له انتقادات لترشحه لرئاسة الجمهورية باعتبار تقدمه في السن.
وصرح «السبسي» في حواره مع الإذاعة الفرنسية (RMC) بتاريخ 27/11/2014 بأن  «الذين صوّتوا للمرزوقي هم الإسلاميون والإرهابيون»، الذي  اعتبره المرصد الأورومتوسطي بمثابة دعوة للكراهية، خصوصاً أنها تمس طائفة واسعة من التونسيين لمجرد ممارستهم حقهم في الانتخاب، والذي كفله الدستور التونسي بموجب المادة (34). ورأى الأورومتوسطي أن هذه التصريحات تخالف ما جاءت به المادة (28) من (الميثاق الإفريقي لحقوق الإنسان والشعوب)، والتي نصت على «احترام ومراعاة أقرانه دون أي تمييز، والاحتفاظ بعلاقات تسمح بالارتقاء بالاحترام والتسامح المتبادلين وصيانتهما وتعزيزهما».

## وفاته

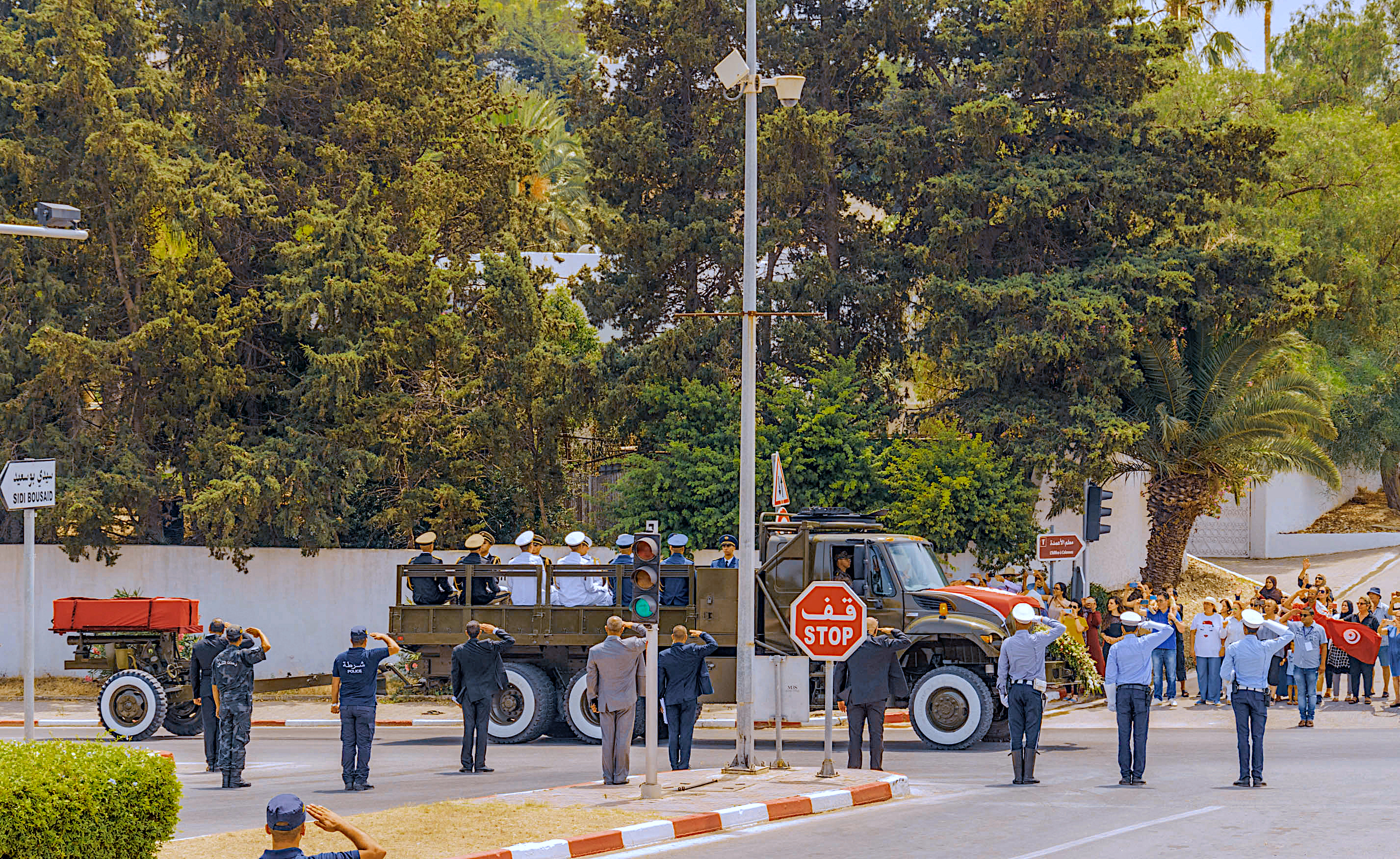

وفي أواخر يونيو 2019 تعرض لوعكة صحية وتم نقله إلى العناية المركزة بالمستشفى العسكري بالعاصمة التونسية، وفي صباح اليوم الخميس 25 يوليو/جويلية 2019 في تمام الساعة العاشرة و25 دقيقة أعلنت الرئاسة التونسية عن وفاة رئيس الجمهورية محمد الباجي قايد السبسي بتونس العاصمة، عن عمر يناهز 92 عاماً.

### الجنازة
نظمت للباجي قائد السبسي جنازة وطنية عسكرية، حضرتها مخلتف المكونات السياسية والاجتماعية في تونس، إلى جانب وفود أجنبية: الرئيس الجزائري المؤقت عبد القادر بن صالح، رئيس حكومة الوفاق الوطني الليبية فائز السراج، الرئيس الفلسطيني محمود عباس، أمير دولة قطر تميم بن حمد بن خليفة آل ثاني، الرئيس الفرنسي إيمانويل ماكرون، ملك إسبانيا فيليب السادس، الرئيس البرتغالي مارسيلو ريبيلو دي سوزا، الرئيس المالطي جورج فيلا، والرؤساء التونسيين السابقين فؤاد المبزع والمنصف المرزوقي والألماني يواخيم غاوك، إلى جانب ممثلين آخرين من مستويات بروتوكولية أقل.

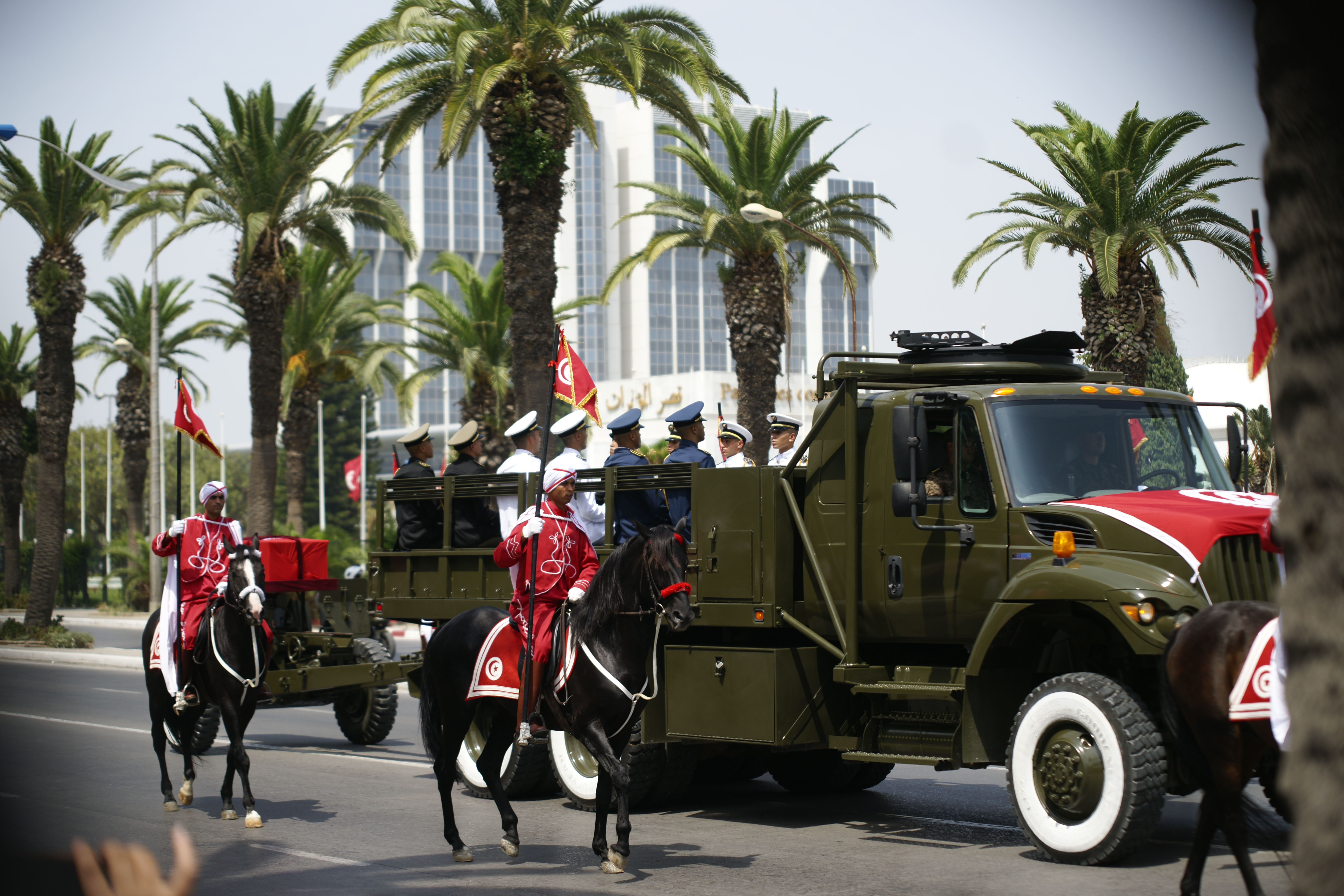

إلى جانب تونس التي أعلنت الحداد 7 أيام، أعلنت 8 دول أخرى الحداد 3 أيام على وفاة السبسي، وهي ليبيا والجزائر وموريتانيا والأردن وفلسطين ولبنان ومصر وكوبا. وكذلك الأمم المتحدة التي وقفت دقيقة صمت ونكست الأعلام ليوم واحد إثر وفاة السبسي.

### شكوك حول وفاته
قالت النائبة عن نداء تونس فاطمة المسدي في مداخلة لها بالبرلمان الأربعاء 31 يوليو 2019 اثر جلسة لتأبين الرئيس الراحل الباجي قائد السبسي انه «تعرض لخيانة من أطراف تدعي محبتها له» مشيرة إلى أنه «تحدث في السابق عن تهديدات تلقاها من حركة النهضة بعد تعهده بالكشف عن الجهاز السري» وفق قولها. كما طالبت النائبة صراحة بكشف الملف الصحي للرئيس الراحل بعد حديث عن تعرضه للتسمم. هذا الرأي أيده العديد من معارضي حركة النهضة مثل المرشح الرئاسي السابق سليم الرياحي. وفي 28 ديسمبر 2021، أذنت وزيرة العدل ليلى جفال بفتح بحث تحقيقي في ملابسات واقعة وفاة رئيس الجمهورية الأسبق الباجي قائد السبسي وإجراء الأبحاث الجزائية اللازمة ضد كل من سيكشف عنه البحث.

## الحياة الشخصية
الباجي قائد السبسي متزوج من شاذلية سعيدة فرحات وله 4 أبناء هم:
- آمال قائد السبسي
- سلوى قائد السبسي
- خليل قائد السبسي
- حافظ قائد السبسي

## شجرة العائلة
|  | |  |  |  |  |  |  |  |  |  |  |  |  |  |  |  |
|  | إسماعيل قائد السبسي (؟ في سردينيا - 1870 في تونس)، انتدب للعمل بالقصر في حكم حسين باي الثاني ثم رفع في عهد أحمد باي الأول ليصبح من خدم الدهليز مسؤول عن تحضير الدخان والسبسي (وهو مخدر يسمي ايضا التكروري) وهي وضيفة تسمي قائد السبسي عينه أحمد باي الأول وموظف سامي بعد زواجه من ألاميرة 'فاطمة باية، ابنة حسين باي الثاني. |  |  |  |  |  |  |  |  |  |  |  |  |  |  |  |
|  | |  |  |  |  |  |  |  |  |  |  |  |  |  |  |  |
|  | |  |  |  |  |  |  |  |  |  |  |  |  |  |  |  |
|  | محمد الباجي قائد السبسي (1850 في تونس - 1910)، قائد ووالي وجنرال ومستشار وصاحب أرض. |  |  |  |  |  |  |  |  |  |  |  |  |  |  |  |
|  | |  |  |  |  |  |  |  |  |  |  |  |  |  |  |  |
|  | |  |  |  |  |  |  |  |  |  |  |  |  |  |  |  |
|  | حسونة قائد السبسي (قبل 1899 في تونس - 1936)، صاحب أرض ومزارع. |  |  |  |  |  |  |  |  |  |  |  |  |  |  |  |
|  | |  |  |  |  |  |  |  |  |  |  |  |  |  |  |  |
|  | |  |  |  |  |  |  |  |  |  |  |  |  |  |  |  |
|  | محبوبة آغا (؟ - 1930 في تونس). |  |  |  |  |  |  |  |  |  |  |  |  |  |  |  |
|  | |  |  |  |  |  |  |  |  |  |  |  |  |  |  |  |
|  | |  |  |  |  |  |  |  |  |  |  |  |  |  |  |  |
|  | الباجي قائد السبسي (1926 في سيدي بو سعيد)، محامي وسياسي. |  |  |  |  |  |  |  |  |  |  |  |  |  |  |  |
|  | |  |  |  |  |  |  |  |  |  |  |  |  |  |  |  |
|  | |  |  |  |  |  |  |  |  |  |  |  |  |  |  |  |
|  | محمد بن جعفر (قبل 1860 في تونس - ؟)، حرفي شاشية، رئيس جماعة صناعية، من نبلاء أسواق تونس. |  |  |  |  |  |  |  |  |  |  |  |  |  |  |  |
|  | |  |  |  |  |  |  |  |  |  |  |  |  |  |  |  |
|  | |  |  |  |  |  |  |  |  |  |  |  |  |  |  |  |
|  | حبيبة بن جعفر (قبل 1899 في تونس - 1987). |  |  |  |  |  |  |  |  |  |  |  |  |  |  |  |
|  | |  |  |  |  |  |  |  |  |  |  |  |  |  |  |  |
|  | |  |  |  |  |  |  |  |  |  |  |  |  |  |  |  |
|  | باية بن جعفر، ابنة حرفي شاشية. |  |  |  |  |  |  |  |  |  |  |  |  |  |  |  |
|  | |  |  |  |  |  |  |  |  |  |  |  |  |  |  |  |
|  | |  |  |  |  |  |  |  |  |  |  |  |  |  |  |  |

## مؤلفاته
- الحبيب بورقيبة.. المهم والأهم، دار الجنوب للنشر، 2011 ردمك: 8-042-01-9938-978

## مقالات ذات صلة
- رئيس الجمهورية التونسية
- قائمة رؤساء تونس
- رئيس الوزراء التونسي
- قائمة رؤساء الحكومة في تونس
- قائمة الوزراء الأولين (تونس)
- نداء تونس

## روابط خارجية
- الباجي قائد السبسي على موقع الموسوعة البريطانية (الإنجليزية)
- الباجي قائد السبسي على موقع مونزينجر (الألمانية)

| المناصب السياسية     | المناصب السياسية                                       | المناصب السياسية        |
| -------------------- | ------------------------------------------------------ | ----------------------- |
| سبقه المنصف المرزوقي | رئيس الجمهورية التونسية 31 ديسمبر 2014 - 25 يوليو 2019 | تبعه محمد الناصر (مؤقت) |
| سبقه حسان بلخوجة     | وزير خارجية (تونس) 1981- 1986                          | تبعه الهادي المبروك     |